# Jacqueline Boyer
Jacqueline Boyer, rojena kot Jacqueline Ducos, francoska pevka šansonov in zabavne glasbe; * 23. april 1941, Pariz, Francija.
Njena mati je bila slavna šansonjerka Lucienne Boyer, oče pa znani pevec Jacques Pills. Tako je bila že kot otrok prisotna v zakulisju svetovne glasbene scene, pri 15 letih pa je tudi sama nastopila na odru, in sicer skupaj z Marlene Dietrich. Glasbeni preboj je dosegla leta 1960 ter istega leta s pesmijo Tom Pillibi zmagala na Pesmi Evrovizije. Sledile so številne ponudbe producentov. Po kratkotrajnem bivanju v ZDA je odšla v Franciji na turnejo, kjer sta jo spremljala slavna francoska pevca Jacques Brel in Georges Brassens. Veliko je nastopala v tujini.
V spomin na svojo mater je ustanovila šov Parlez-moi d’amour (naslov pesmi, ki jo je mati prepevala) in z njim gostuje po Evropi.

## Filmografija
- Caravan
- Das Rätsel der grünen Spinne
- Gauner-Serenade
- Der Nächste Urlaub kommt bestimmt
- Diabolo menthe